# ОШ „Савремена”
ОШ „Савремена” је приватна основна школа која се налази у улици Булевар хероја са Кошара 17, у блоку 40, на Новом Београду. Званично је акредитована од Министарства просвете, науке и технолошког развоја Републике Србије и  Универзитета Кембриџ, док наставни план и програм одговара финском моделу за срећно одрастање. Са фокусом на примену иновативних и савремених наставних метода, Савремена пружа ученицима квалитетно образовање прилагођено захтевима 21. века.

## О школи
Синтеза напредних методичких приступа чини да наставни процес у Савременој основној буде разноврстан, богат, и подстицајан. Школа је посвећена стварању окружења које подстиче интелектуални, емоционални и социјални развој сваког ученика, пружајући им темељ за будуће академске и професионалне успехе. Тренутно се простире на површини од 2.000 m², а у току је пројекат проширења капацитета школе који ће у финалној фази имати 10.000 m².
Школа располаже модерним центром за учење, одлично опремљеном библиотеком и школским рестораном. Школске учионице су опремљене анатомским ноде столицама, које омогућавају флексибилни распоред седења. Око школе се налази пространо двориште са мултифункционалним теренима за фудбал, кошарку, рукомет и остале спортске активности.

## Принцип рада и школски програми
Курикулум школе је пажљиво дизајниран да одговори на потребе савременог друштва и тржишта рада, интегришући дигиталне технологије и иновативне педагошке приступе. Школа се поноси високим стандардима у настави и наставним програмима који су усклађени са међународним образовним трендовима.
Ученици и родитељи могу бирати између Националног и Комбинованог Кембриџ програма. Национални програм ОШ „Савремена” изводи се по званичном наставном плану и програму одобреном од Министарства просвете, науке и технолошког развоја Републике Србије.
Комбиновани – двојезични програм представља јединствен курикулум у оквиру кога су интегрисане најбоље стране Националног програма са најнапреднијим међународним образовањем које нуди „Cambridge International” програм. Настава на Комбинованом програму једним делом одвија се на енглеском језику.

## Јединствени програм за стицање животних вештина
Програм за стицање животних вештина у Савременој основној школи је осмишљен да помогне ученицима да развију кључне животне вештине које ће им бити од непроцењиве важности у свакодневном животу и будућој каријери. Овај програм обухвата теме као што су комуникација, тимски рад, решавање проблема, управљање временом, као и емоционална интелигенција и самопоуздање. 
Кроз разноврсне активности, радионице и практичне вежбе, ученици се уче како да се ефикасно носе са изазовима, како у школи, тако и ван ње. Програм за стицање животних вештина има за циљ да оспособи ученике за самосталан и успешан живот, припремајући их за све што их чека у будућности.
Неке од радионица које деца могу да похађају: 
- Штедња, потрошња и улагање
- Виртуелне валуте
- Како управљати сопственим приходима
- Како управљати временом
- Како се носити са вршњачким притиском
- Како изградити самопоуздање и учити из неуспеха
- Вредност одржавања везе
- Како решити конфликт
- Како се правилно хранити
- Како засадити биљку или дрво